# Selasphorus calliope
Il colibrì di Calliope o  colibrì Calliope (Selasphorus calliope Gould, 1847, sin. Stellula calliope) è una specie di uccello appartenente alla famiglia dei Trochilidae e originaria del Nord America.

## Distribuzione
L'areale di questo colibrì va dal Canada, agli Stati Uniti continentali e al Messico.